# Ромео Бенетті
Ромео Бенетті (італ. Romeo Benetti, * 20 жовтня 1945, Альбаредо-д'Адідже) — колишній італійський футболіст, опорний півзахисник. По завершенні ігрової кар'єри — футбольний тренер.
Як гравець насамперед відомий виступами за клуб «Мілан», а також національну збірну Італії.
П'ятиразовий володар Кубка Італії. Дворазовий чемпіон Італії. Володар Кубка Кубків УЄФА. Володар Кубка УЄФА.

## Клубна кар'єра
У дорослому футболі дебютував 1963 року виступами за команду клубу «Больцано», в якій провів один сезон, взявши участь у 32 матчах чемпіонату.
Згодом з 1964 по 1970 рік грав у складі команд клубів «Сієна», «Таранто», «Палермо», «Ювентус» та «Сампдорія».
Своєю грою за останню команду привернув увагу представників тренерського штабу клубу «Мілан», до складу якого приєднався 1970 року. Відіграв за «россонері» наступні шість сезонів своєї ігрової кар'єри. Більшість часу, проведеного у складі «Мілана», був основним гравцем команди. За цей час двічі виборював титул володаря Кубка Італії, ставав володарем Кубка Кубків УЄФА.
Протягом 1976—1979 років знову захищав кольори команди клубу «Ювентус». За цей час додав до переліку своїх трофеїв ще один титул володаря Кубка Італії, ставав чемпіоном Італії (двічі), володарем Кубка УЄФА.
Завершив професійну ігрову кар'єру у клубі «Рома», за команду якого виступав протягом 1979—1981 років. За цей час додав до переліку своїх трофеїв ще два титули володаря Кубка Італії.

## Виступи за збірну
1971 року дебютував в офіційних матчах у складі національної збірної Італії. Протягом кар'єри у національній команді, яка тривала 10 років, провів у формі головної команди країни 55 матчів, забивши 2 голи. У складі збірної був учасником чемпіонату світу 1974 року у ФРН, чемпіонату світу 1978 року в Аргентині, чемпіонату Європи 1980 року в Італії.
| Дата       | Місто                    | Господарі         | Результат             | Гості      | Турнір                    | Голи | Примітки   |
| ---------- | ------------------------ | ----------------- | --------------------- | ---------- | ------------------------- | ---- | ---------- |
| 25/09/1971 | Генуя                    | Італія            | 2 – 0                 | Мексика    | товариський матч          | -    |            |
| 09/10/1971 | Мілан                    | Італія            | 3 – 0                 | Швеція     | Відбір до ЧЄ 1972         | -    |            |
| 20/11/1971 | Рим                      | Італія            | 2 – 2                 | Австрія    | Відбір до ЧЄ 1972         | -    |            |
| 04/03/1972 | Афіни                    | Греція            | 2 – 1                 | Італія     | товариський матч          | -    |            |
| 13/05/1972 | Брюссель                 | Бельгія           | 2 – 1                 | Італія     | Відбір до ЧЄ 1972         | -    |            |
| 21/06/1972 | Софія (місто)            | Болгарія          | 1 – 1                 | Італія     | товариський матч          | -    |            |
| 20/09/1972 | Турин                    | Італія            | 3 – 1                 | Югославія  | товариський матч          | -    |            |
| 31/03/1973 | Генуя                    | Італія            | 5 – 0                 | Люксембург | Відбір до ЧС 1974         | -    |            |
| 09/06/1973 | Рим                      | Італія            | 2 – 0                 | Бразилія   | товариський матч          | -    |            |
| 14/06/1973 | Турин                    | Італія            | 2 – 0                 | Англія     | товариський матч          | -    |            |
| 29/09/1973 | Мілан                    | Італія            | 2 – 0                 | Швеція     | товариський матч          | -    |            |
| 20/10/1973 | Рим                      | Італія            | 2 – 0                 | Швейцарія  | Відбір до ЧС 1974         | -    |            |
| 14/11/1973 | Лондон                   | Англія            | 0 – 1                 | Італія     | товариський матч          | -    |            |
| 26/02/1974 | Рим                      | Італія            | 0 – 0                 | ФРН        | товариський матч          | -    |            |
| 08/06/1974 | Відень                   | Австрія           | 0 – 0                 | Італія     | товариський матч          | -    |            |
| 15/06/1974 | Мюнхен                   | Італія            | 3 – 1                 | Гаїті      | ЧС 1974 - 1-й етап        | -    |            |
| 19/06/1974 | Штутгарт                 | Італія            | 1 – 1                 | Аргентина  | ЧС 1974 - 1-й етап        | -    |            |
| 23/06/1974 | Штутгарт                 | Польща            | 2 – 1                 | Італія     | ЧС 1974 - 1-й етап        | -    |            |
| 28/09/1974 | Загреб                   | Югославія         | 1 – 0                 | Італія     | товариський матч          | -    |            |
| 08/06/1975 | Москва                   | СРСР              | 1 – 0                 | Італія     | товариський матч          | -    |            |
| 27/09/1975 | Рим                      | Італія            | 0 – 0                 | Фінляндія  | Відбір до ЧЄ 1976         | -    |            |
| 26/10/1975 | Варшава                  | Польща            | 0 – 0                 | Італія     | Відбір до ЧЄ 1976         | -    |            |
| 22/11/1975 | Рим                      | Італія            | 1 – 0                 | Нідерланди | Відбір до ЧЄ 1976         | -    |            |
| 30/12/1975 | Флоренція                | Італія            | 3 – 2                 | Греція     | товариський матч          | -    |            |
| 07/04/1976 | Турин                    | Італія            | 3 – 1                 | Португалія | товариський матч          | -    |            |
| 23/05/1976 | Вашингтон                | США               | 0 – 4                 | Італія     | товариський матч          | -    |            |
| 28/05/1976 | Нью-Йорк                 | Англія            | 3 – 2                 | Італія     | товариський матч          | -    |            |
| 31/05/1976 | Нью-Гейвен (Коннектикут) | Бразилія          | 4 – 1                 | Італія     | товариський матч          | -    |            |
| 05/06/1976 | Мілан                    | Італія            | 4 – 2                 | Румунія    | товариський матч          | -    |            |
| 22/09/1976 | Копенгаген               | Данія             | 0 – 1                 | Італія     | товариський матч          | -    |            |
| 17/11/1976 | Рим                      | Італія            | 2 – 0                 | Англія     | Відбір до ЧС 1978         | -    |            |
| 22/12/1976 | Лісабон                  | Португалія        | 2 – 1                 | Італія     | товариський матч          | -    |            |
| 26/01/1977 | Рим                      | Італія            | 2 – 1                 | Бельгія    | товариський матч          | -    |            |
| 08/06/1977 | Гельсінкі                | Фінляндія         | 0 – 3                 | Італія     | Відбір до ЧС 1978         | 1    |            |
| 08/10/1977 | Західний Берлін          | ФРН               | 2 – 1                 | Італія     | товариський матч          | -    |            |
| 15/10/1977 | Турин                    | Італія            | 6 – 1                 | Фінляндія  | Відбір до ЧС 1978         | -    |            |
| 16/11/1977 | Лондон                   | Англія            | 2 – 0                 | Італія     | Відбір до ЧС 1978         | -    |            |
| 03/12/1977 | Рим                      | Італія            | 3 – 0                 | Люксембург | Відбір до ЧС 1978         | -    |            |
| 08/02/1978 | Неаполь                  | Італія            | 2 – 2                 | Франція    | товариський матч          | -    |            |
| 08/05/1978 | Рим                      | Італія            | 0 – 0                 | Югославія  | товариський матч          | -    |            |
| 02/06/1978 | Мар-дель-Плата           | Італія            | 2 – 1                 | Франція    | ЧС 1978 - 1-й етап        | -    |            |
| 06/06/1978 | Мар-дель-Плата           | Італія            | 3 – 1                 | Угорщина   | ЧС 1978 - 1-й етап        | 1    |            |
| 10/06/1978 | Буенос-Айрес             | Італія            | 1 – 0                 | Аргентина  | ЧС 1978 - 1-й етап        | -    |            |
| 14/06/1978 | Буенос-Айрес             | ФРН               | 0 – 0                 | Італія     | ЧС 1978 - 2-й етап        | -    |            |
| 18/06/1978 | Буенос-Айрес             | Італія            | 1 – 0                 | Австрія    | ЧС 1978 - 2-й етап        | -    |            |
| 21/06/1978 | Буенос-Айрес             | Нідерланди        | 2 – 1                 | Італія     | ЧС 1978 - 2-й етап        | -    |            |
| 20/09/1978 | Турин                    | Італія            | 1 – 0                 | Болгарія   | товариський матч          | -    |            |
| 23/09/1978 | Флоренція                | Італія            | 1 – 0                 | Туреччина  | товариський матч          | -    |            |
| 08/11/1978 | Братислава               | Чехословаччина    | 3 – 0                 | Італія     | товариський матч          | -    |            |
| 21/12/1978 | Рим                      | Італія            | 1 – 0                 | Іспанія    | товариський матч          | -    |            |
| 13/06/1979 | Загреб                   | Югославія         | 4 – 1                 | Італія     | товариський матч          | -    |            |
| 12/06/1980 | Мілан                    | Італія            | 0 – 0                 | Іспанія    | ЧЄ 1980 - 1-й етап        | -    |            |
| 15/06/1980 | Турин                    | Італія            | 1 – 0                 | Англія     | ЧЄ 1980 - 1-й етап        | -    |            |
| 18/06/1980 | Рим                      | Італія            | 0 – 0                 | Бельгія    | ЧЄ 1980 - 1-й етап        | -    |            |
| 21/06/1980 | Неаполь                  | Чехословаччина    | 1 – 1 д.ч. (9-8 п.п.) | Італія     | ЧЄ 1980 - матч за 3 місце | -    | 4-те місце |
| Усього     |                          | Матчів (36 місце) | 55                    |            | Голів                     | 2    |            |

## Титули і досягнення
- Володар Кубка Італії (5):

«Мілан»: 1971–72, 1972–73
«Ювентус»: 1978–79
«Рома»: 1979–80, 1980–81
- Чемпіон Італії (2):

«Ювентус»: 1976–77, 1977–78
- Володар Кубка Кубків УЄФА (1):

«Мілан»: 1972–73
- Володар Кубка УЄФА (1):

«Ювентус»: 1976–77